# Victoria Kalima
Victoria Kalima, née le 4 octobre 1972 à Kitwe et morte le 11 juin 2018 à Lusaka, est une femme politique zambienne.

## Biographie
Victoria Kalima est la filleule de l'ancien président Rupiah Banda. 
Membre du Mouvement pour la démocratie multipartite (MMD), elle est élue à l'Assemblée nationale en 2011 dans la circonscription de Kasenengwa, mais son élection est invalidée. Réélue lors d'élections partielles en 2014, elle soutient Hakainde Hichilema (Parti unifié pour le développement national) lors de l'élection présidentielle de 2015. En 2016, elle se joint au Front patriotique et est réélue à l'Assemblée nationale. Elle entre alors au gouvernement de Edgar Lungu comme ministre du Genre et de la Parité.
Gravement malade depuis plusieurs mois, elle meurt le 11 juin 2018 à l'hôpital militaire de Lusaka.